# Titch Moore
Trevor Richard "Titch" Moore (Port Elizabeth, 18 februari 1976) is een Zuid-Afrikaans golfprofessional. Hij debuteerde in 1997 op de Sunshine Tour.

## Loopbaan
Moore werd in 1997 professioneel golfer en behaalde in maart 2000 zijn eerste profzege op de Sunshine Tour door het Cock O' The North te winnen.
In 2003 ging hij naar Europa om te golfen op de Challenge Tour, een opleidingstour van de Europese PGA Tour, en won daar een golftoernooi: het Skandia PGA Open. In 2004 keerde hij terug naar Zuid-Afrika en bleef hij spelen op de Sunshine Tour.

## Prestaties

### Amateur
- 1993: World Under 17 Championship, Western Province Amateur Championship, Transvaal Amateur Championship, Eastern Province Amateur Championship
- 1995: World International Masters
- 1996: South African Amateur Championship, South African Amateur Stroke Play Championship

### Professional
Sunshine Tour
| Nr. | Datum             | Toernooi                           | Score           | Score | Info                                    |
| --- | ----------------- | ---------------------------------- | --------------- | ----- | --------------------------------------- |
| 1   | 18 maart 2000     | Cock O' The North                  | 74-70-73=217    | –2    |                                         |
| 2   | 22 april 2001     | Royal Swazi Sun Classic            | 65-70-65=200    | –16   | Won de play-off van Keith Horne         |
| 3   | 6 oktober 2002    | Bearing Man Highveld Classic       | 64-65-67=196    | –20   |                                         |
| 4   | 3 november 2002   | Platinum Classic                   | 65-66-67=198    | –18   |                                         |
| 5   | 30 oktober 2004   | Platinum Classic                   | 64-70-66=200    | –16   |                                         |
| 6   | 28 september 2007 | Vodacom Origins of Golf Tour Final | 68-71-70=209    | –7    |                                         |
| 7   | 22 november 2007  | Coca-Cola Charity Championship     | 67-72-72=211    | –5    |                                         |
| 8   | 7 april 2014      | Telkom PGA Championship            | 68-69-69-67=273 | –15   | Won de play-off van Ulrich van den Berg |
| 9   | 10 oktober 2014   | Sun Boardwalk Golf Challenge       | 70-70=140       | –4    | 36-holes (regenweer)                    |

Challenge Tour
| Nr. | Datum            | Toernooi         | Score           | Score | Info |
| --- | ---------------- | ---------------- | --------------- | ----- | ---- |
| 1   | 31 augustus 2003 | Skandia PGA Open | 72-68-65-68=273 | –11   |      |

Andere
- 2 zeges op kleine tours in de Verenigde Staten